# Piotr Oliński
Piotr Zygfryd Oliński (ur. 1965 w Grudziądzu) – polski historyk, specjalizujący się w historii średniowiecza.

## Życiorys
Ukończył II Liceum Ogólnokształcące im. Jana III Sobieskiego w Grudziądzu. W 1985 rozpoczął studia na Uniwersytecie Mikołaja Kopernika w Toruniu. Studiował również na uniwersytetach w Greifswaldzie i we Freiburgu. Studia ukończył w 1990 roku. Stopień doktora nauk humanistycznych uzyskał w 1996. Tematem jego pracy doktorskiej, napisanej pod opieką Kazimierza Jasińskiego były Klasztorne księgi zmarłych na Pomorzu Gdańskim w średniowieczu. Stopień doktora habilitowanego nauk humanistycznych w zakresie historii (o specjalności historia średniowieczna i historia Kościoła) uzyskał na Wydziale Nauk Historycznych UMK w Toruniu w 2009 na podstawie rozprawy: Fundacje mieszczańskie w miastach pruskich w okresie średniowiecza i na progu czasów nowożytnych. W 2024 otrzymała tytuł profesora nauk humanistycznych.
Pracował w Archiwum Państwowym w Toruniu, od 2001 w Instytucie Historii i Archiwistyki UMK w Toruniu. W latach 2009–2011 zajmował stanowisko wicedyrektora w Stacji Naukowej Polskiej Akademii Nauk w Wiedniu. Od 2011 powrócił do Instytutu Historii i Archiwistyki UMK w Toruniu. Był redaktorem naczelnym „Rocznika Toruńskiego”. W latach 2015–2022 był redaktorem naczelnym „Zapisek Historycznych”. Zajmuje się historią religijności średniowiecznej, historią miast, a także historią klimatu w średniowieczu i w czasach nowożytnych oraz edycją źródeł średniowiecznych i nowożytnych.

## Wybrane publikacje
- Cysterskie nekrologi na Pomorzu Gdańskim od XIII do XVII wieku, Toruń 1997.
- Fundacje mieszczańskie w miastach pruskich w okresie średniowiecza i na progu czasów nowożytnych, Toruń 2008.
- Księgi Młodego Miasta Gdańska 1400–1455 [1458–1459] (Bücher der Jungstadt Danzig 1400–1455 [1458–1459]), wyd. Krzysztof Kopiński, Piotr Oliński, Toruń 2008.
- Protokoły Sejmiku Generalnego Prus Królewskich, T. 3, (Listopad 1530 – październik 1535) (Protokolle des Landtags von Königlich Preussen. Bd. 3, (November 1530 – Oktober 1535)), wyd. Marian Biskup, Krzysztof Kopiński, Piotr Oliński, Janusz Tandecki, Toruń 2010.
- The Polish Climate in the European Context: An Historical Overview, wspólnie z Rajmund Krzysztof Przybylak, Waldemar Chorążyczewski, Wiesław Józef Nowosad, Krzysztof Syta, w: The Climate of Poland in Recent Centuries: A Synthesis of Current Knowledge: Documentary evidence, wyd. Przybylak R, Majorowicz J, Brázdil R, Kejna M, Springer, Berlin Heidelberg New York, 167–190.
- wspólnie z M. Jakubek-Raczkowska, J. Raczkowski, Księga klasztorów ziemi chełmińskiej w średniowieczu. T. 1: Chełmno, Toruń: Wydawnictwo Naukowe Uniwersytetu Mikołaja Kopernika : Towarzystwo Naukowe w Toruniu, 2019.
- Pogoda i klimat regionów południowobałtyckich od końca XIV do początków XVI w. w źródłach narracyjnych, Wydawnictwo Naukowe Uniwersytetu Mikołaja Kopernika w Toruniu, 2022.